# АтырауНефтеМаш
«АтырауНефтеМаш» (быв. Атырауский машиностроительный завод им. Г. И. Петровского) — крупное казахстанское предприятие по выпуску нефтепромыслового и геологоразведочного оборудования.
Основан в 1918 году, когда для обслуживания водного и железнодорожного транспорта в городе Гурьеве была создана механическая мастерская. В 1922 году она была перепрофилирована для выпуска запасных частей и ремонта нефтепромыслового оборудования и передана в распоряжение комбината «Эмбанефть». В 1931 году на базе этих механических мастерских был создан новый завод. 
С началом Великой Отечественной войны в Гурьев эвакуировали станкостроительный завод им. Петровского, который ранее находился в поселке Нью-Йорк Дзержинского района Сталинской области и разместили на уже имевшихся площадях Гурьевского механического завода. Там завод выполнял заказы для нефтяной промышленности, выпуская буровые станки, грязевые и паровые насосы, ударные буровые инструменты и др. В январе 1942 года Гурьевский машиностроительный завод им. Г.И. Петровского начал выполнять военные заказы.
В 1985 на Атырауском машиностроительном заводе внедрены поточные высокопроизводительные линии по обработке металла. С 1995 года завод выпускает оборудование для нефтяной промышленности. 
Новый этап истории завода начался 25 мая 2000 года, когда было создано ТОО «АтырауНефтеМаш», стаашее собственником помещений и оборудования обанкротившегося АО «ЗиП». В 2006 году произошел переезд завода из центра Атырау, где раньше размещались его цеха, на новую производственную площадку с территорией 5 гектаров. А уже 15 сентября 2008 года состоялась официальная церемония открытия машиностроительного завода «АтырауНефтеМаш».